# Amalia di Curlandia
Maria Anna Amalia von Kettler, nota come Amalia di Curlandia (Jelgava, 12 giugno 1653 – Weilmünster, 16 giugno 1711), fu principessa di Curlandia per nascita e langravia consorte di Assia-Kassel.

## Biografia
Amalia era figlia del duca Giacomo Kettler (1610–1662) e di sua moglie, la principessa Luisa Carlotta di Brandeburgo (1617–1676), primogenita del principe elettore Giorgio Guglielmo di Brandeburgo.
Il 21 maggio 1673 sposò a Kassel il langravio Carlo I d'Assia-Kassel. Inizialmente Amalia era stata promessa al fratello maggiore di Carlo, Guglielmo VII, ma costui morì a soli 19 anni durante il suo tour formativo.
Con la partecipazione di Amalia si sviluppò il Park Karlsaue du Kassel, nella cui vasca marmorea si trova un medaglione rappresentante la langravia, opera dello scultore Pierre-Étienne Monnot (1657–1733).
Acquistò nel 1699, con suo figlio Massimiliano, la rocca di Sensenstein. La città di Mariendorf venne così chiamata in suo onore.
Venne descritta come una donna affabile, pudica e pia.
È sepolta nella Martinskirche di Kassel.

## Figli
- Federico (1676-1751), re di Svezia, langravio di Assia-Kassel
- Sofia Carlotta (1678-1749) - sposò il duca Federico Guglielmo di Meclemburgo-Schwerin (1675-1713)
- Guglielmo (1682-1760), langravio d'Assia-Kassel
- Maria Luisa (1688-1765) - sposò il principe Giovanni Guglielmo Friso d'Orange (1687-1711)
- Massimiliano (1689-1753), sposò nel 1720 Federica Carlotta d'Assia-Darmstadt
- Giorgio Carlo (1691-1755)

## Ascendenza
|                                               |                                        |                                         | Genitori                                       |  |  | Nonni |  |  | Bisnonni            |  |  | Trisnonni                       |  |
|                                               |                                        |                                         |                                                |  |  |       |  |  | 8. Gottardo Kettler |  |  | 16. Gottardo Kettler di Melrich |  |
|                                               |                                        |                                         |                                                |  |  |       |  |  | 8. Gottardo Kettler |  |  | 16. Gottardo Kettler di Melrich |  |
|                                               |                                        | 17. Sibilla Sofia di Nesselrode         |                                                |  |  |       |  |  | 8. Gottardo Kettler |  |  |                                 |  |
| 4. Guglielmo Kettler                          |                                        |                                         |                                                |  |  |       |  |  | 8. Gottardo Kettler |  |  |                                 |  |
|                                               |                                        | 9. Anna di Meclemburgo                  | 18. Alberto VII di Meclemburgo-Güstrow         |  |  |       |  |  |                     |  |  |                                 |  |
|                                               |                                        | 9. Anna di Meclemburgo                  | 18. Alberto VII di Meclemburgo-Güstrow         |  |  |       |  |  |                     |  |  |                                 |  |
|                                               |                                        | 9. Anna di Meclemburgo                  | 19. Anna di Brandeburgo                        |  |  |       |  |  |                     |  |  |                                 |  |
| 2. Giacomo Kettler                            |                                        | 9. Anna di Meclemburgo                  |                                                |  |  |       |  |  |                     |  |  |                                 |  |
|                                               |                                        | 10. Alberto Federico di Prussia         | 20. Alberto I di Prussia                       |  |  |       |  |  |                     |  |  |                                 |  |
|                                               |                                        | 10. Alberto Federico di Prussia         | 20. Alberto I di Prussia                       |  |  |       |  |  |                     |  |  |                                 |  |
|                                               |                                        | 10. Alberto Federico di Prussia         | 21. Anna Maria di Brunswick-Lüneburg           |  |  |       |  |  |                     |  |  |                                 |  |
| 5. Sofia di Prussia                           |                                        | 10. Alberto Federico di Prussia         |                                                |  |  |       |  |  |                     |  |  |                                 |  |
|                                               |                                        | 11. Maria Eleonora di Jülich-Kleve-Berg | 22. Guglielmo di Jülich-Kleve-Berg             |  |  |       |  |  |                     |  |  |                                 |  |
|                                               |                                        | 11. Maria Eleonora di Jülich-Kleve-Berg | 22. Guglielmo di Jülich-Kleve-Berg             |  |  |       |  |  |                     |  |  |                                 |  |
|                                               |                                        | 11. Maria Eleonora di Jülich-Kleve-Berg | 23. Maria d'Austria                            |  |  |       |  |  |                     |  |  |                                 |  |
| 1. Amalia di Curlandia                        |                                        | 11. Maria Eleonora di Jülich-Kleve-Berg |                                                |  |  |       |  |  |                     |  |  |                                 |  |
|                                               | 12. Giovanni Sigismondo di Brandeburgo | 24. Gioacchino Federico di Brandeburgo  |                                                |  |  |       |  |  |                     |  |  |                                 |  |
|                                               | 12. Giovanni Sigismondo di Brandeburgo | 24. Gioacchino Federico di Brandeburgo  |                                                |  |  |       |  |  |                     |  |  |                                 |  |
|                                               | 12. Giovanni Sigismondo di Brandeburgo | 25. Caterina di Brandeburgo-Küstrin     |                                                |  |  |       |  |  |                     |  |  |                                 |  |
| 6. Giorgio Guglielmo di Brandeburgo           | 12. Giovanni Sigismondo di Brandeburgo |                                         |                                                |  |  |       |  |  |                     |  |  |                                 |  |
|                                               |                                        | 13. Anna di Prussia                     | 26. Alberto Federico di Prussia (= 10)         |  |  |       |  |  |                     |  |  |                                 |  |
|                                               |                                        | 13. Anna di Prussia                     | 26. Alberto Federico di Prussia (= 10)         |  |  |       |  |  |                     |  |  |                                 |  |
|                                               |                                        | 13. Anna di Prussia                     | 27. Maria Eleonora di Jülich-Kleve-Berg (= 11) |  |  |       |  |  |                     |  |  |                                 |  |
| 3. Luisa Carlotta di Brandeburgo              |                                        | 13. Anna di Prussia                     |                                                |  |  |       |  |  |                     |  |  |                                 |  |
|                                               |                                        | 14. Federico IV del Palatinato          | 28. Ludovico VI del Palatinato                 |  |  |       |  |  |                     |  |  |                                 |  |
|                                               |                                        | 14. Federico IV del Palatinato          | 28. Ludovico VI del Palatinato                 |  |  |       |  |  |                     |  |  |                                 |  |
|                                               |                                        | 14. Federico IV del Palatinato          | 29. Elisabetta d'Assia                         |  |  |       |  |  |                     |  |  |                                 |  |
| 7. Elisabetta Carlotta del Palatinato-Simmern |                                        | 14. Federico IV del Palatinato          |                                                |  |  |       |  |  |                     |  |  |                                 |  |
|                                               |                                        | 15. Luisa Giuliana di Nassau            | 30. Guglielmo I d'Orange                       |  |  |       |  |  |                     |  |  |                                 |  |
|                                               |                                        | 15. Luisa Giuliana di Nassau            | 30. Guglielmo I d'Orange                       |  |  |       |  |  |                     |  |  |                                 |  |
|                                               |                                        | 15. Luisa Giuliana di Nassau            | 31. Carlotta di Borbone-Montpensier            |  |  |       |  |  |                     |  |  |                                 |  |
|                                               |                                        | 15. Luisa Giuliana di Nassau            |                                                |  |  |       |  |  |                     |  |  |                                 |  |